# فرانسينا كارون
فرانسينا كارون (بالفرنسية: Francine Caron)‏ هي كاتِبة وشاعرة فرنسية، ولدت في 18 سبتمبر 1945 في باتس في فرنسا.